# Freebird Airlines
Freebird Airlines (тур. Hürkuş Havayolu Taşımacılık ve Ticaret A.Ş.) — турецкая авиакомпания, входящая в Gözen Holding и выполняющая чартерные рейсы между Европой, Ливаном и турецкими курортами.

## История
Компания была основана в 2000 году. 5 апреля 2001 года она начала свою деятельность, запустив рейсы между Стамбулом и Лионом на McDonnell Douglas MD-83.
В ноябре 2003 года был получен первый Airbus A320, и на сегодняшний день флот компании укомплектован только самолётами этого семейства.

## Флот
В апреле 2022 года флот авиакомпании Freebird Airlines состоял из 10 авиалайнеров, средний возраст которых 13,1 лет:

## Галерея

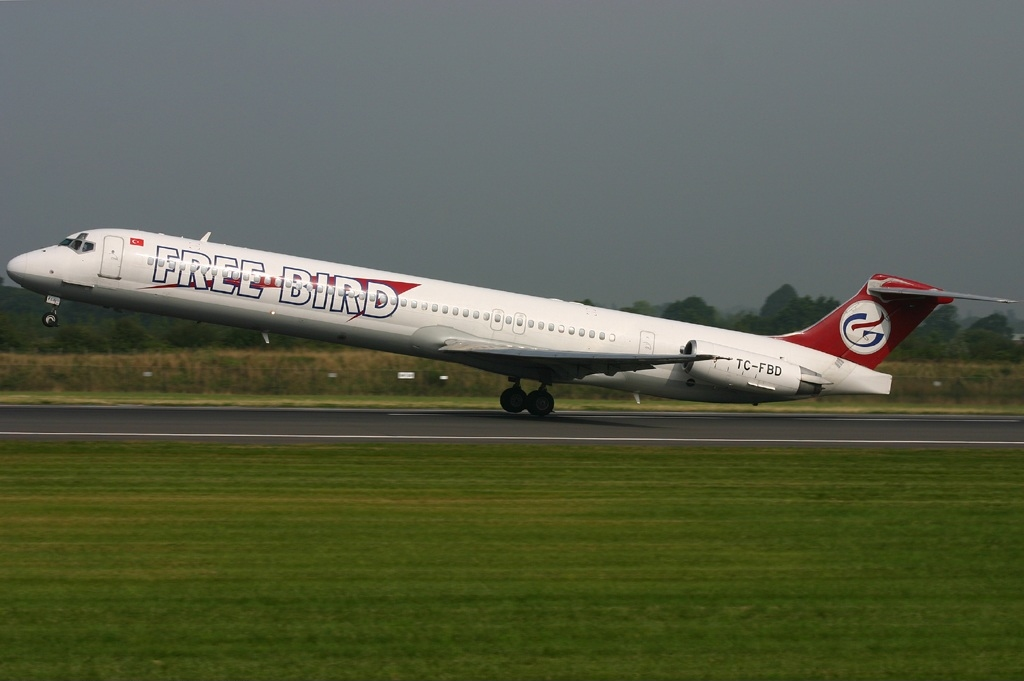
McDonnell Douglas MD-83 (2004 год)
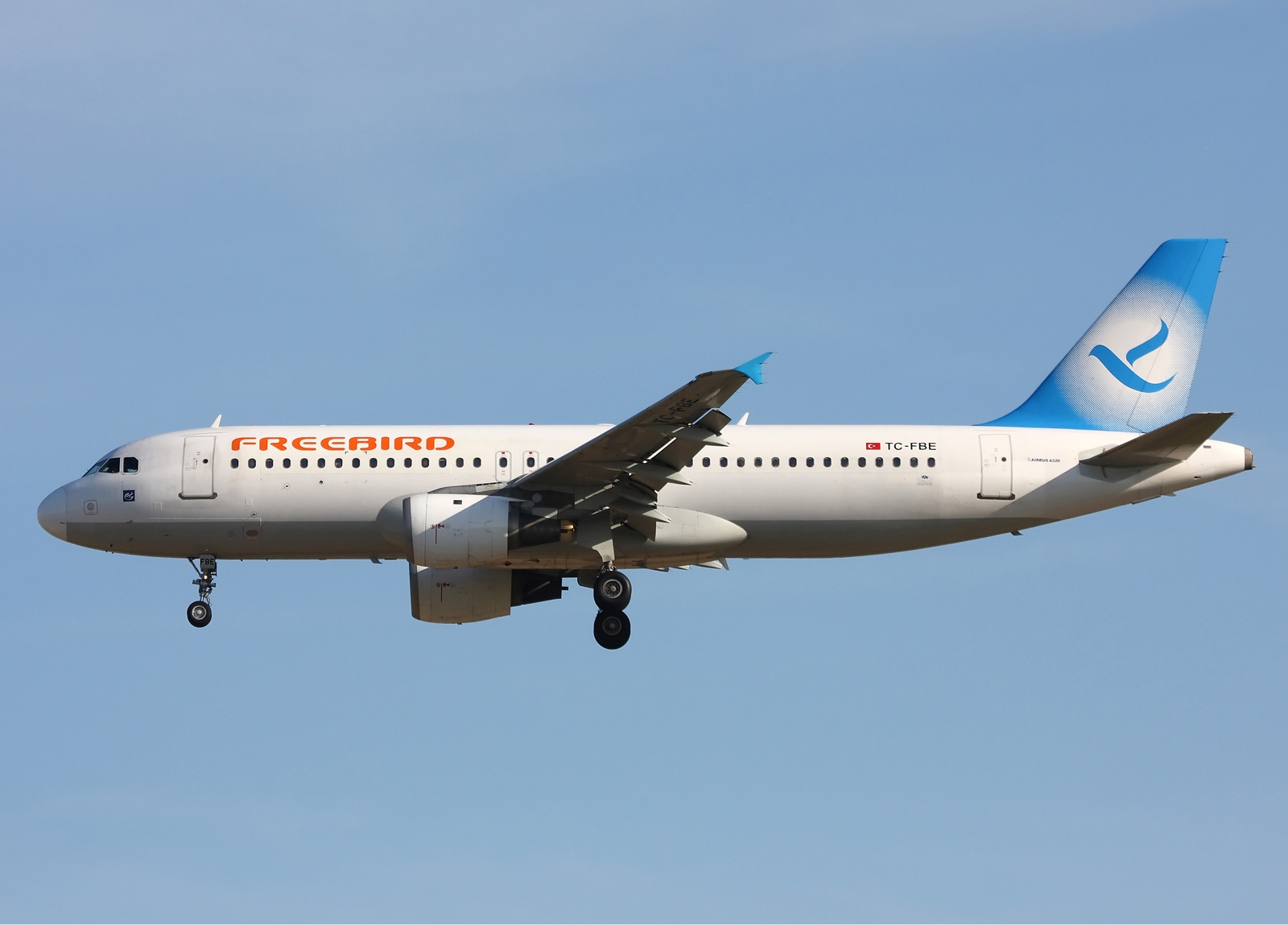
Airbus A320
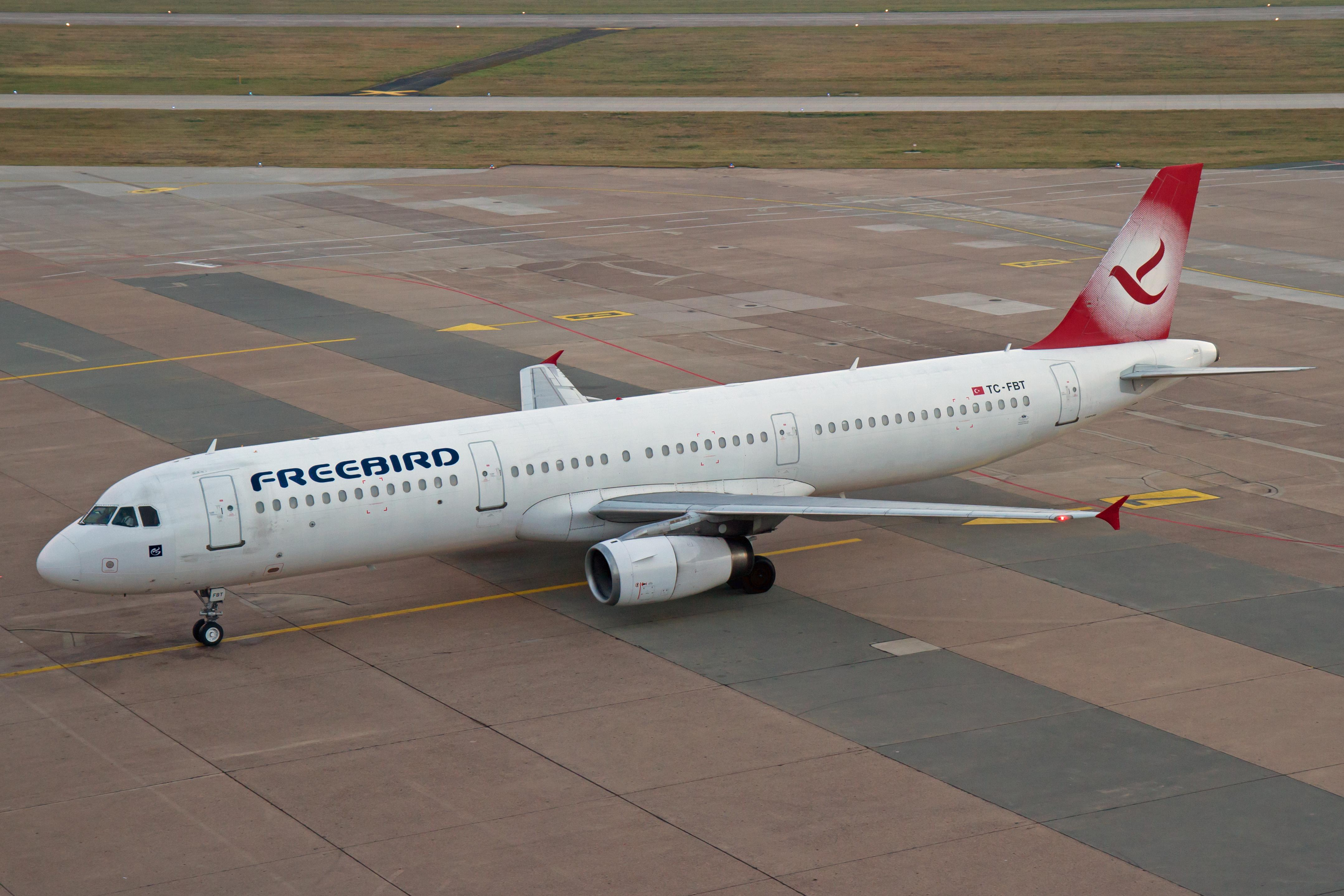
Airbus A321
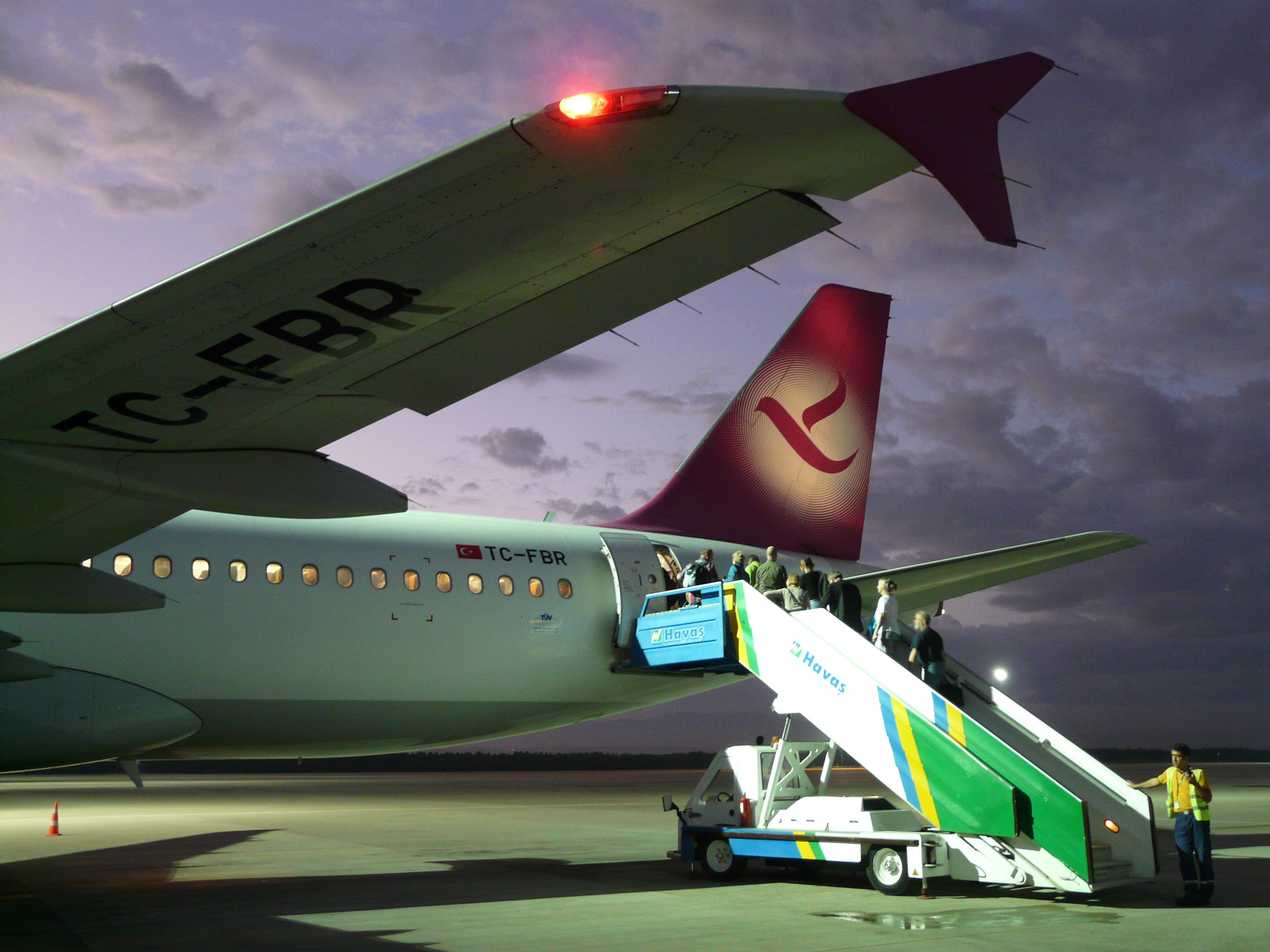
Посадка пассажиров в Airbus A320 авиакомпании Freebird Airlines